# Hans Werner Bracht
Hans Werner Bracht (* 8. Juli 1927 in Breslau; † Februar 2005 in Lemgo) war ein deutscher Jurist und Professor für öffentliches Recht sowie Wirtschaftsrecht.

## Leben
Hans Werner Bracht studierte in Marburg Rechts- und Staatswissenschaften und lehrte als Professor für Öffentliches Recht und Wirtschaftsrecht an den Fachhochschulen Lemgo und Bielefeld. Bracht wurde 1949 Mitglied der Burschenschaft Arminia Marburg und war seit 1963 Alter Herr der Alten Breslauer Burschenschaft der Raczeks zu Bonn. Nach seiner Pensionierung arbeitete er als Rechtsanwalt.
Er war Mitglied der CDU, nach seinem Ausschluss aus dieser Partei wurde er Mitglied der westdeutschen Kleinpartei Deutsche Soziale Union (DSU). In den 1990er Jahren stand er in Kontakt mit Roberto Rink, dem Vorsitzenden der gleichnamigen, 1990 in der DDR gegründeten Deutschen Sozialen Union (DSU). Rink beabsichtigte seine Partei auch in den Westen der Republik auszudehnen.

## Politische und völkerrechtliche Standpunkte
Bracht stand dem 1983 von Lisbeth Grolitsch und Otto Ernst Remer gegründeten rechtsextremen Freundeskreis Ulrich von Hutten nahe und veröffentlichte geschichtsrevisionistische völkerrechtliche Beiträge in dessen Zeitschrift Huttenbriefe. Zur rechtlichen Bewertung der Positionen von Grolitsch und Remer, in deren Zeitschrift Bracht veröffentlichte, siehe auch Remer-Prozess. Ein postum veröffentlichter Artikel von Bracht, in dem die Schuld Adolf Hitlers am Zweiten Weltkrieg relativiert wird und ein Deutsches Reich in den Grenzen vor 1945 eingefordert wird, findet sich in der Ausgabe 02/2006 der Huttenbriefe.
Ferner vertrat Bracht entsprechend der Ideologie der Reichsbürgerbewegung in dem Artikel die Rechtsauffassung, das Deutsche Reich bestehe bis heute fort – entgegen der Staatspraxis und der herrschenden Meinung der Rechtswissenschaft –, aber nicht in Gestalt der Bundesrepublik Deutschland; auch seien Teile Preußens von Polen und Russland völkerrechtswidrig annektiert worden und nach wie vor Teile des Deutschen Reiches.
Er war Gründungsmitglied und Präsident des Vereins Western Goals of Europe, dem Ableger einer US-amerikanischen konservativen Vereinigung, gegründet 1979 von dem konservativen Abgeordneten im US-Kongress, Lawrence P. McDonald, der damals zu den führenden Mitgliedern der John Birch Society in den USA gehörte.

## Veröffentlichungen (Auswahl)
- Ideologische Grundlagen der sowjetischen Völkerrechtslehre, Köln 1964
- Grundprinzipien einer europäischen Friedensordnung, Hannover 1968
- Zum Problem der völkerrechtlichen und staatsrechtlichen Kontinuität Deutschlands nach 1945, 1957
- Das Recht als ein Weg zum Frieden zwischen den Völkern im Wandel der Zeit, in: Jb. der Albertus-Universität zu Königsberg/Pr. XXIV(1974), hrsg. vom Göttinger Arbeitskreis, Berlin 1975, S. 5–48.